# Biber
Biber je priimek v Sloveniji, ki ga je po podatkih Statističnega urada Republike Slovenije na dan 1. januarja 2010 uporabljalo 63 oseb in je med vsemi priimki po pogostosti uporabe uvrščen na 6.369. mesto.

## Znani slovenski nosilci priimka
- Aleš Biber, diplomat
- Dušan Biber (1926—2020), zgodovinar
- Matevž Biber (*1981), igralec

## Znani tuji nosilci priimka
- Antun Biber - Tehek (1910—1995), hrvaški politik in narodni heroj, po rodu iz Međimurja
- Heinrich Ignaz Franz von Biber (1644—1704), češki skladatelj in violinist